# Hélio Sousa
Hélio Filipe Dias de Sousa (nascido em 12 de agosto de 1969) é um treinador de futebol profissional português e ex-futebolista profissional.

## Carreira de jogador
Conhecido pelo primeiro nome na época de jogador, Hélio nasceu em Setúbal e jogou toda a carreira no Vitória Futebol Clube, clube da sua cidade natal. Sendo capitão de equipa desde cedo, jogou pela primeira vez na equipa principal durante a temporada 1987–88, e passou por promoções e descidas de divisão ao longo de 18 temporadas, sendo titular indiscutível em dez delas (três na segunda divisão).
Hélio aposentou-se com quase 36 anos, depois de ajudar o Vitória na conquista da Taça de Portugal de 2005, numa vitória por 2-1 sobre o SL Benfica, tendo disputado 423 jogos no campeonato - o melhor do clube - e marcado 21 golos. Internacionalmente, fez parte da seleção de Portugal no Campeonato Mundial Juvenil da FIFA de 1989, vencido na Arábia Saudita ; em 1994, ele somou uma internacionalização pela seleção principal.

## Carreira de treinador
Depois de se aposentar, Sousa abraçou a carreira de treinador. Começando pelo único clube que representou durante a carreira de jogador, o Vitória Futebol clube, mudou-se em 2008-09 para o SC Covilhã, ajudando-o a manter o estatuto de segunda divisão.
Sousa assumiu o comando dos sub-18 da seleção nacional portuguesa em agosto de 2010. Esteve à frente de diversas equipas de formação da Federação Portuguesa de Futebol nos anos seguintes.
A 29 de julho de 2018, Sousa liderou a equipa sub-19 à conquista do seu primeiro Campeonato da Europa, após vencer por 4-3 no prolongamento a Itália, em Seinäjoki . No mês de março seguinte, substituiu Miroslav Soukup no comando do Bahrein, mas ainda comandou os sub-20 portugueses na Copa do Mundo de 2019, que terminou com eliminação na fase de grupos.
Em 14 de agosto de 2019, Sousa levou o Bahrein ao seu primeiro título regional depois de derrotar o Iraque por 1–0 no Campeonato WAFF . Em 8 de dezembro, ele também estava no banco quando o time conquistou sua primeira Copa do Golfo Arábico, por 1–0 contra a Arábia Saudita .
Em 2023, Hélio Sousa deixou a seleção do Bahrein. Em outubro do mesmo ano assinou com o Qatar SC, equipa do Qatar, e estreou-se com uma vitória no seu primeiro jogo por 4-2, frente ao Al Ahli.

## Honras

### Jogador
Vitória Setúbal
- Taça de Portugal : 2004–05[3]

- Copa do Mundo Sub-20 da FIFA : 1989[4]

### Treinador
Vitória Setúbal
- Vice-campeão da Taça de Portugal: 2005–06[21]

Portugal Sub17
- Campeonato da Europa de Sub-17 da UEFA: 2016[22]

Portugal Sub19
- Campeonato da Europa de Sub-19 da UEFA: 2018[14]

Bahrein
- Campeonato WAFF : 2019[17]
- Copa do Golfo Arábico : 2019[19]